# Formato Wavefront .OBJ
OBJ (o .OBJ) è un formato di file per definire geometrie 3D sviluppato dalla Wavefront Technologies per il software Advanced Visualizer. È un formato aperto che è stato adottato da tantissimi applicativi per la grafica 3D per l'interscambio di dati con altri programmi.
È un formato semplice, con un data-format che rappresenta solamente la geometria 3D, ossia la posizione di ogni vertice, la posizione di ogni coordinata UV per le texture, le normali e le facce che compongono il modello. I vertici sono memorizzati di default in un ordine antiorario rendendo la dichiarazione esplicita delle normali non necessario. Le coordinate di un OBJ non hanno unità di misura, ma informazioni sulla scala del modello possono essere contenute in una linea di codice commentata.